# Michael Denhoff
Michael Denhoff (* 25. April 1955 in Ahaus) ist ein deutscher Komponist und Cellist.

## Leben
Denhoff lebt und arbeitet seit 1982 in Bonn. Sein Studium absolvierte er an der Musikhochschule Köln. Zu seinen Lehrern zählen Günter Bialas und Hans Werner Henze (Komposition), Siegfried Palm und Erling Blöndal Bengtsson (Violoncello) und das Amadeus-Quartett (Kammermusik).
Als Komponist und Kammermusiker übernahm er diverse pädagogische Aufgaben, so etwa einen Lehrauftrag für Tonsatz an der Universität Mainz (1984/85) und eine Gastprofessur am Nationalen Konservatorium in Hanoi (1997 bis 1999). Von 2008 bis 2021 war er Dozent für Kammermusik an der Robert Schumann Hochschule Düsseldorf.
Als Dirigent leitete er von 1985 bis 1992 das von ihm mitbegründete „Akademische Orchester Bonn“. Daneben hat er auch andere Orchester und Ensembles dirigiert, so etwa für CD-Aufnahmen das „Pro Nova Ensemble“ der Duisburger Philharmoniker. Als Cellist bildete er zusammen mit seinem Bruder Johannes Denhoff (Violine) und dem Pianisten Richard Braun das „Denhoff-Klaviertrio“. 1992 bis 2008 war er Mitglied des „Ludwig-Quartetts Bonn“; zudem arbeitet er enger mit der Pianistin Birgitta Wollenweber zusammen.
Als Komponist erhielt er mehrfach Preise und Auszeichnungen, darunter den Förderpreis für Musik des Landes Nordrhein-Westfalen (1976) und den des Landes Niedersachsen (1981), den Johann-Wenzel-Stamitz-Preis (1977), den Bernd-Alois-Zimmermann Preis Köln (1986), das Romstipendium in der Villa Massimo (1986/87), den Westfälischen Musikpreis (1989), sowie das Arbeitsstipendium „Villa la Collina“ (1996). Zuletzt wurde er 2013 mit dem Gerda-und-Günter-Bialas-Preis ausgezeichnet
Ur- und Erstaufführungen fanden bei diversen Festivals statt, u. a.: Internationales Beethovenfest Bonn, Münchener Biennale, MusikTriennale Köln, Klavierfestival Ruhr, Wittener Tage für neue Kammermusik, Sommerliche Musiktage Hitzacker, Tage Neuer Musik Hannover, Ensemblia Mönchengladbach, Budapester Frühlingsfestival, Budapester Herbstfestival, Festival International du Domaine Forget, Europamusicale, Festival Latinoamericano de Música, Cantiere Internazionale d’Arte Montepulciano, Festival di Nuova Consonanza Roma, Saptamana Muzicii Contemporane Bucureşti, Kulturwochen der BRD im Kaukasus, Epidaurus Festival in Cavtat (Kroatien).
Im Jahr 2000 war Denhoff selbst Veranstalter; zusammen mit der Pianistin Susanne Kessel organisierte er in Bonn die Konzertreihe „Jahr100KlavierStücke“, bei der in 50 Konzerten viele international anerkannte Pianisten auftraten und einen chronologischen Rückblick der Klaviermusik des 20. Jahrhunderts boten.
Zudem initiierte er 2008 in Bonn die Reihe Wortklangraum, die unter seiner künstlerischen Leitung seit 2009 mit jeweils acht Veranstaltungen im Jahr überwiegend zeitgenössische Musik und Literatur präsentierte und 2021 mit dem 100. Abend der Reihe endete.
Neben seiner künstlerischen Tätigkeit als Komponist und Cellist hat er sich zudem einen Namen als Autor von Kurzgedichten und Haiku gemacht, die in diversen Antologien erschienen (u. a. beim DTV). In der aktiven Phase (2010–2015) war er Mitherausgeber des Online-Journals Haikuscope.
Als Kurator war er für mehrere Ausstellungen der gkg Bonn (Gesellschaft für Kunst und Gestaltung) tätig. Zuletzt konzipierte er in den dortigen Räumen KLANG:KÖRPER und STROM:KLÄNGE.
Seit 2023 ist Michael Denhoff stellvertretender Vorsitzender der Bernd-Alois-Zimmermann-Gesellschaft, die er 2014 mitgegründet hatte.

## Musik
Denhoffs Musik steht in Beziehung zu Dichtung und bildender Kunst. Zahlreiche Orchester- und Kammermusikwerke wurden durch Lyrik und Literatur oder Werke der bildenden Künste angeregt. So gibt es Instrumentalwerke und -zyklen zu Bildern Chagalls, Klees, Kandinskys, Dürers und vor allem zu Goya (El sueño de la razon produce monstruos 1982, Desastres de la Guerra 1983, Los disparates 1988). Zuletzt entstand in den Jahren 1996 bis 2005 der fünfteilige Klavierzyklus Skulpturen, der als ein interdisziplinärer Dialog mit dem Bildhauer Wolfgang Ueberhorst angelegt war.
In der Literatur waren es vor allem Rainer Maria Rilke, Paul Celan, Samuel Beckett und Mallarmé, die Spuren in seinem Werk hinterlassen haben (u. a. Nachtfantasien 1982, Atemwende – Klavierzyklus nach Paul Celan 1984–87, Two once so one – Beckett-Momente 1992, Mallarmé-Zyklus 1995/96).
Charakteristisch für sein kompositorisches Denken sind zudem Zyklen in Art eines musikalischen Tagebuchs (Klangtagebuch 1984; Hebdomadaire 1990). Dazu zählt vor allem das fast dreistündige Klavierquintett Hauptweg und Nebenwege 1998, das die wesentlichsten Aspekte seiner Musik, ihr Bezugnehmen zur musikalischen Tradition, aber auch die Einflüsse aus Literatur und bildender Kunst wie in einem vorläufigen Resümee enthält. Ein weiterer Zyklus, dessen Entstehungszeitraum ebenfalls auf ein Jahr hin angelegt war, ist sein umfangreiches Melodienprojekt Strophen, bei dem neben einer solistischen Fassung auch diverse kammermusikalische Varianten der Einzelnummern existieren, die in ihrer jeweiligen instrumentalen Besetzung gewissermaßen offenbleiben. Zuletzt entstand ebenfalls im einjährigen Wochenrhythmus sein 52 Nummern umfassender Vokalzyklus Schönste Lieder.
Denhoffs kompositorische Harmonik und Form haben Wurzeln bei Komponisten wie Bernd Alois Zimmermann, über den er seine Diplomarbeit schrieb, Olivier Messiaen, Morton Feldman und György Kurtág. Introvertierte Nachdenklichkeit und schlichte Transparenz des Klangsatzes sind kennzeichnend für viele seiner jüngeren Werke.
LPs, CDs und SACDs mit Denhoffs Werken sind unter anderem bei den Labels Wergo, Col Legno, Cybele, Telos, MD+G, EMT und Confido erschienen.
Druckausgaben seiner Werke erschienen bei den Verlagen Breitkopf & Härtel, Edition Gravis, Ricordi/Mannheimer Musikverlag, Edition Moeck und Tonger.

## Werke (Auswahl)

### Musiktheater
- Der Pelikan – Kammeroper nach Strindberg op. 64

### Oratorium
- Traumbuch eines Gefangenen für Bariton, Sprecher, Chor und Orchester op. 51
- In Unum Deum – Credo für Sopran, Bariton, Chor, Orgel und kleines Orchester, op. 93
- Magnificat für Chor mit zwei Soloquartetten, Saxophonquartett und vier Schlagzeuger op. 98

### Chor
- Voz Mia, Canta, Canta – Liederzyklus nach Gedichten von Juan Ramón Jiménez op. 37
- The Dimension of Stillness op. 58
- Credo op. 93a
- Three Shakespeare Songs op. 113  for mixed choir
- ... Zeiten ... (mit Celan) für Vokalquintett (2020)

### Gesang
- Le jardin de la memoire  – Musik mit Guillaume Apollinaire für Vokalquintett und Saxophonquartett op. 108
- Schönste Lieder – Vokalzyklus op. 110 nach 52 Liedern in Sätzen von Michael Donhauser für Mezzosopran, Bariton, Klarinette(n), Viola, Harfe und Klavier
- Visage du destin für Männerquartett und Klavier op. 61
- Schattenformen – Stele für die Droste für Sopran, Tenor (& 4 Tomtoms), Harfe und Klavier op. 69
- Mit geschlossenen Augen – sechs Lieder nach Gedichten von Heinz-Albert Heindrichs für Sopran und Klavier op. 45
- Wie eine Linie dunkelblauen Schweigens op. 80 – Sieben Gesänge nach Gedichten von Selma Meerbaum-Eisinger für Mezzosopran und Akkordeon
- Silence, et puis op. 101 – Fragmente nach letzten Notaten von Marguerite Duras für Altstimme und Viola
- Greguerias (nach Ramón Gómez de la Serna) op. 121a für Sopran (mit Klavierstuhl & diversen Utensilien)

### Orchester
- Sinfonia 1I op. 11 für Orchester
- Tempus Impletum – Expressionen der Zeit und des Raumes (Sinfonia II) op. 21
- Melancolia – Annäherungen an einen Kupferstich von Dürer op. 26
- Einsamkeit – in memoriam W. Buchebner op. 33
- Desastres de la Guerra – Orchesterbilder nach Goya op. 36
- Nachtbild (Mahler-Momente) op. 57
- Innenräume … erinnernd op. 71
- Match für Saxophonorchester und große Trommel op. 90

### Konzert
- Umbrae – in memoriam Bernd Alois Zimmermann – für Violine, Violoncello und Orchester op. 13
- Omaggio für Violine, Oboe und Orchester op. 40
- Tableaux Sombres für Heckelphon und Orchester op. 60
- Remarks and Reviews für Saxophonquartett und Orchester op. 68
- Cellokonzert op. 109

### Ensemble
- …Ouvert… – Meditation für variable Besetzung op. 99
- Mallarmé-Zyklus – zwölf Quartette für zwölf Musiker op. 75
- Igitur – Lesart für Kammerensemble op. 85
- Rue Sedaine, 11PM für Ensemble op. 104

### Kammermusik
- Strophen – Das Melodienprojekt 2009 op. 107 (diverse Besetzungen vom Solo bis zu größerem Ensemble)
- Two Once So One (Beckett-Momente) für Streichquartett, Viola und Violoncello op. 66
- Sounds and Shadows für Klavier, Streichquartett und Fern-Klarinette op. 86
- ... Immerhin ... für zwei Klarinetten und Streichquartett op. 120
- Hauptweg und Nebenwege – Aufzeichnungen für Streichquartett und Klavier op. 83
- 9 Streichquartette (op. 1, op. 19, „Mystiques Barcarolles“ op. 30, op. 55, „Since atwain I“ op. 66a, „frottages“ op. 70, op. 73, „nel interno“ op. 79, „Wenn aus der Ferne …“ op. 83a)
- 5 Klaviertrios (op. 7, op. 27, „Schwarzes Ballett“ op. 74,1, „Nachtstück“ op. 74,2, „Cueillaison d’un Rêve“ op. 83b)
- 4 Saxophonquartette („gegen-sätze“ op. 39, „svolgimenti“ op. 46, „pnoxoud“ op. 59, Fünf geistliche Gesänge op. 98a)
- Los Disparates – Skizzen nach Goya für Trio basso op. 54
- Ohne Worte – Sechs Gedichte für Violine und Klavier op. 111
- Champs de Mars – Inventionen nach Marc Chagall für Viola und Klavier op. 9
- Tenebrae für Viola und Klavier op. 82
- El sueno de la razon produce monstruos – Goya-Impressionen für Violoncello und Klavier op. 32
- … As when no words für Klavier und Fern-Cello op. 77
- Sieben Bagatellen für Violoncello und Klavier op. 92
- … ins Ungewisse … (in memoriam Luigi Nono) für Kontrabass und Violine (und Zuspielung von Kb. & Vl.) op. 97
- Maramba (zur Erinnerung an Paula Köhlmeier) für Flöte (auch Baßfl.) und Celesta op. 100
- Fünf Epigramme für Klavier und Schlagzeug op. 102
- Etude de Couleurs für zwei Klaviere op. 115

### Solowerke
- Nachtfantasien (zu Rainer-Maria-Rilke-Gedichten) für Gitarre op. 31
- Aus tiefer Not – Anrufung für Orgel op. 41
- Monologe I – V für fünf Solisten op. 50, 1–5 (I „Sotto voce“ für registriertes Klavier, II „Wenn aber …“ für Campanula, III „Poco a poco“ für Baßflöte und Zuspielung, IV „In den Zwischenräumen“ für Harfe, V „M'illumino d'immenso“ für Mezzosopran und 3 Gongs)
- Atemwende – Klavierzyklus nach Paul Celan op. 49, 1–7
- Hebdomadaire – 52 Stücke vom Jahr für einen Pianisten op. 62
- Skulpturen – Klavierzyklus op. 76, 1–5
- Inventionen I – XII für Player-Piano(s) op. 88, 1–12
- …al niente… für Klavier op. 95
- Nachtschattengewächse – neun Stücke für Klavier op. 96
- Das Gedächtnis und die Hand (Meditation über fünf Töne) für Klavier op. 103
- Licht(e)stücke – Elf Skizzen zu einer Ausstellung für Klavier op. 105
- Bach-Variationen für Klavier op. 114
- Countertimecounter für Klavier op. 122

### Elektroakustische Kompositionen
- Traumgesicht - choreographische Studie op. 29, 1
- Passion R.Sch. - akustische Wegmarke (2012)
- Re-sonanzen - Fünf Klangstücke op. 118
- slam-x2 - hommage à John Cage et Éliane Radigue (vierkanalige Raumklangskulptur) op. 123

## Schriften
- Stille und Umkehr – Betrachtungen zum Phänomen Zeit. In: MusikTexte Heft 24 (1988), S. 27–38
- Rituel von Pierre Boulez – Anmerkungen zur Raum- und Zeitkonzeption. In: Festschrift zum 60. Geburtstag von Prof. Dr. Emil Platen. Bonn (1985), S. 208–219
- Max Reger. Ein für die Musik des 20. Jahrhunderts zu Recht unterschätzter Komponist?! Eine Musikbefragung. In: REGER-STUDIEN 4 Breitkopf & Härtel (1989), S. 105–124, 233–253
- Vom Bild-Klang zum Klang-Bild – zum Verhältnis von Bild und Musik in meinen Stücken. In: NZfM 1993 / 6, S. 14–19
- Abwesend – anwesend. Zeit, Gedächtnis und Erinnerung in der Musik. – Vortrag beim 6. kleinen Universitätstag Ahaus 2006. In: Nachwirkungen – Band 7: „Vom Sinn und von der Schwierigkeit des Erinnerns“. Lit-Verlag Berlin 2008, S. 124–141
- „Skulptur wird Klang wird Skulptur wird Klang wird …“ – Erfahrungen eines nonverbalen Kunstgespräches. Vortrag beim Symposium Musik nach Bildern, Innsbruck 2010. In: Lukas Christensen, Monika Fink (Hrsg.): Wie Bilder klingen. Lit-Verlag Wien 2011, S. 249–259
- Der Einfluß von Goya auf meine musikalische Sprache. In: Goya im Dialog der Medien, Kulturen und Disziplinen (Hg. Ursula Hennigfeld), Rombach-Verlag Freiburg 2013, S. 273–288
- Inmitten der Klänge. In:  „... als Paul McCartney mich anrief“ – Mein erstes Musikerlebnis, (Hg. Cornel Wachter), E.A. Seemann-Verlag 2014, S. 29–30
- Magische Strahlkraft – Meine Begegnungen mit der Musik von Pierre Boulez. In: MusikTexte, Heft 149, Mai 2016, S. 88
- Die Bank am Rhein. In MusikTexte, Heft 166, August 2020, S. 7
- Religion und Komposition. In: GottesKlänge - Religion und Sprache in der Musik (Hrsg. Helmut Hoping, Stephan Wahle, Meinrad Walter), Herder, Freiburg 2021, S. 164–178
- Klänge - Worte - Farben. In: Kunst öffnet - Tastversuche und Schlüsselerlebnisse (Hg. Gaby Bayer Ortmann, Birgitt Caspers, Albert Gerhards, Dominik Meiering), Schnell+Steiner, Regensburg 2021, S. 45–50